# Idaea omicata
Idaea omicata är en fjärilsart som beskrevs av Fabricius 1794. Idaea omicata ingår i släktet Idaea och familjen mätare. Inga underarter finns listade i Catalogue of Life.